# Howard Hodgkin

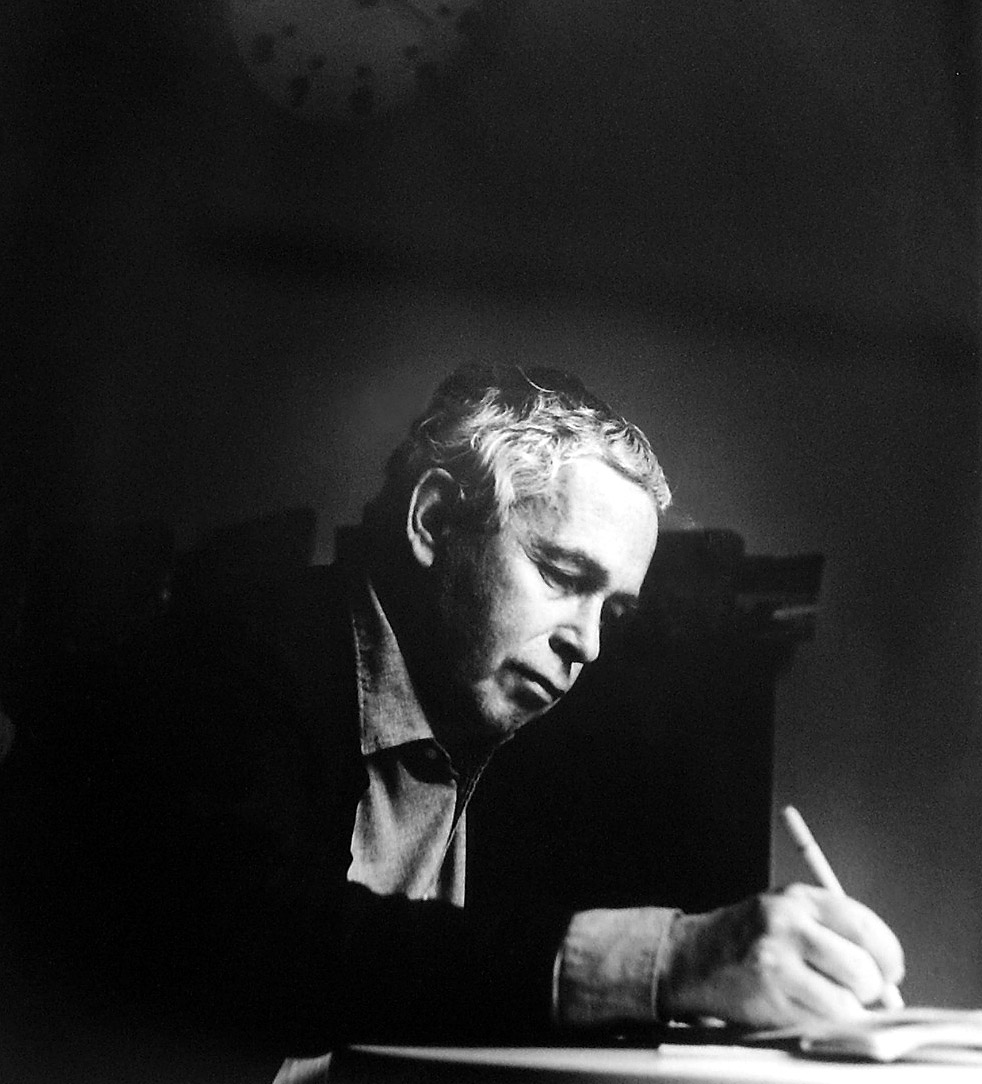
Howard Hodgkin, 1987

Sir Gordon Howard Eliot Hodgkin, CH, CBE (* 6. August 1932 in Hammersmith, London; † 9. März 2017 in London) war ein britischer Maler.

## Leben

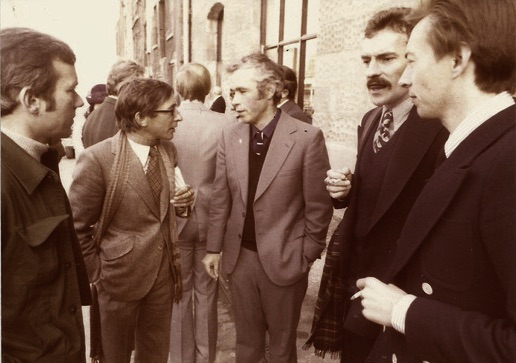
Howard Hodgkin (in der Mitte) mit Kollegen und Kunsthändler in Bristol, 1975

Hodgkin wuchs in Dorset auf und besuchte die Bryanston School in Dorset. Er studierte Kunst an der Camberwell Art School und später an der Bath Academy of Art in Corsham. Nach erfolgreichem Studienabschluss organisierte er 1962 seine erste eigene Ausstellung in London. Seine ersten Frühwerke tendierten zu klaren, kantigen Formen in einer begrenzten Anzahl von Farben. Seine Werke ab den 1970ern gelten als „halb-abstrakt“ und werden oftmals mit Henri Matisse verglichen.
Die Bilder von Hodgkin haben Namen wie Dinner at West Hill (1966) oder Goodbye to the Bay of Naples (1980–1982) und stellten für den Künstler unter anderem eine Erinnerung an vergangene Momente mit Freunden dar. In seinen letzten 25 Jahren arbeitete Hodgkin mit Jack Shirreff und Alan Cristea zusammen. Viele Bilder von Hodgkin benötigten Jahre bis zu ihrer Fertigstellung.
1984 repräsentierte Hodgkin als Künstler das Vereinigte Königreich auf der Biennale di Venezia. 1985 gewann Hodgkin den Turner Prize. 1991 illustrierte er Susan Sontags Buchausgabe ihrer Short Story The way we live now. 1992 wurde Hodgkin von Elisabeth II. zum Knight Bachelor erhoben und 2003 zum Companion of Honour ernannt. Eine große Ausstellung seiner Bilder fand 2006 in der Tate Gallery of British Art statt. Die britische Zeitung The Independent zählte ihn zu den 100 bedeutendsten LGBT-Personen im Vereinigten Königreich.
Hodgkin starb im März 2017 im Alter von 84 Jahren in London.

## Preise und Auszeichnungen
- 1977: Commander of the Order of the British Empire (CBE)[3]
- 1985: Turner Prize
- 1992: Knight Bachelor[3]
- 2000: Doctor of Letters der Oxford University
- 2003: Companion of Honour (CH)[4]

## Literatur

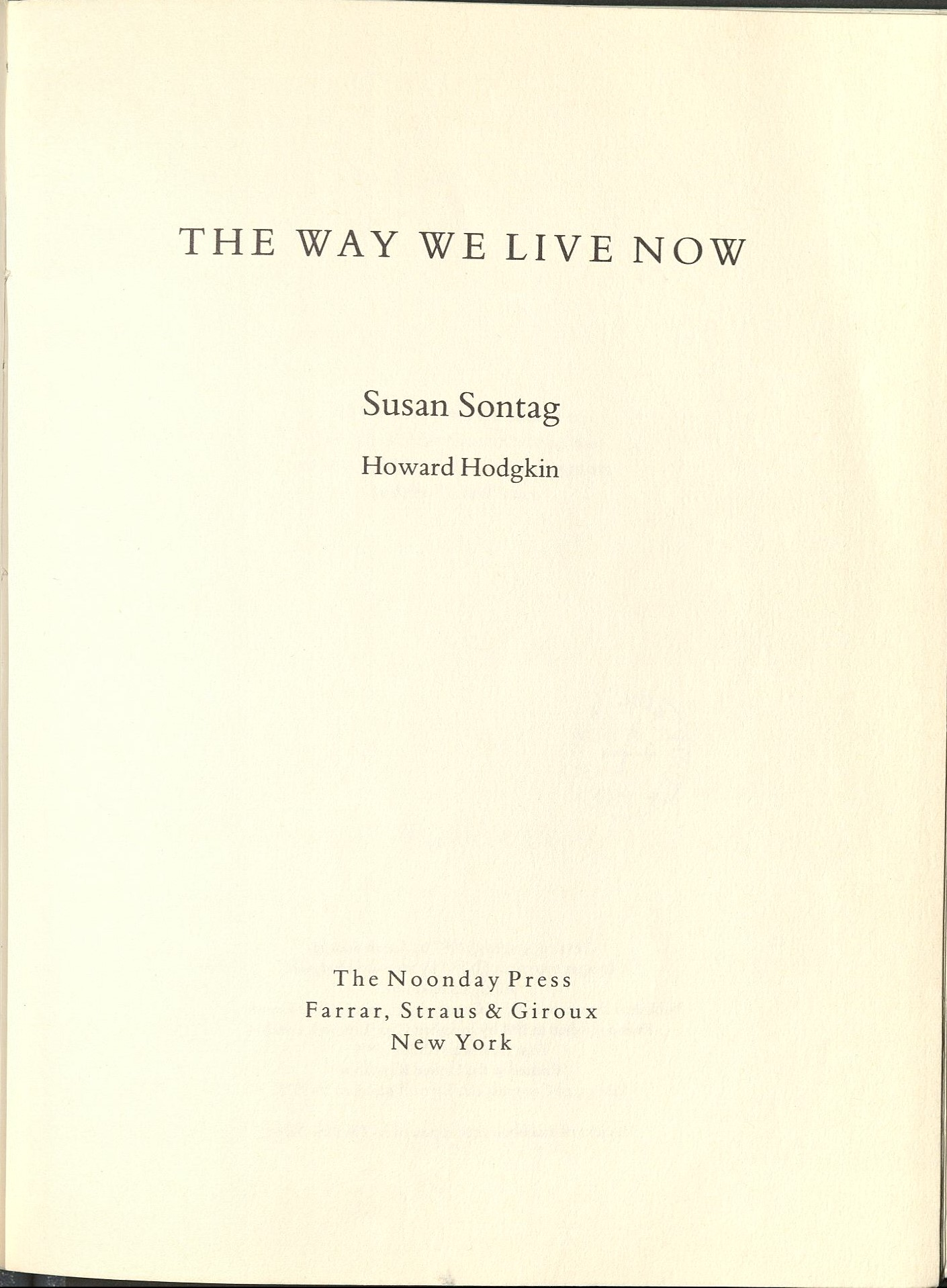
Bildbeiträge